# Rico Ramos
Rico Dashon Ramos (ur. 20 czerwca 1987 w Pico Rivera) – amerykański bokser, były zawodowy mistrz świata wagi junior piórkowej (do 122 funtów) organizacji WBA.

## Kariera amatorska
Uprawianie boksu rozpoczął w wieku ośmiu lat. Był kandydatem do ekipy olimpijskiej jednak w finale Mistrzostw Stanów Zjednoczonych 2007 przegrał z Raynellem Williamsem i to on zakwalifikował się do reprezentacji na Igrzyska Olimpijskie w Pekinie.

## Kategoria super kogucia
Karierę zawodową rozpoczął 20 marca 2008 roku, pokonując jednogłośnie na punkty rodaka Samuela Ynigueza.
26 września 2009 roku pokonał jednogłośnie na punkty, byłego mistrza świata 2 kategorii wagowych Kolumbijczyka Kermina Guardię. W następnym pojedynku zdobył pas WBO NABO Youth, zwyciężając wysoko na punkty Alejandro Pereza.
Do lutego 2011 roku stoczył 5 pojedynków, wszystkie wygrywając i dwukrotnie broniąc zdobytego wcześniej tytułu.
9 lipca 2011 roku, w Atlantic City otrzymał szansę walki o mistrzostwo świata WBA, z obrońcą tytułu Japończykiem Akifumi Shimodą. Japończyk świetnie sobie radził i wypracował sobie przewagę punktową w pierwszej połowie pojedynku. Koniec niespodziewanie nastąpił w 7 rundzie, gdy Ramos potężnie skontrował Japończyka lewym sierpowym i Shimoda znalazł się na deskach, dając się wyliczyć.. 
20 stycznia 2012 roku w Las Vegas, w pierwszej obronie tytułu jego rywalem był genialny Kubańczyk Guillermo Rigondeaux. Rigondeaux rozpoczął świetnie i już w 1 rundzie, po krótkim lewym prostym Ramos znalazł się na deskach. Ramos przegrywał kolejne rundy, ustępując Kubańczykowi. Koniec nastąpił w 6 rundzie, gdy mistrz po ciosie na korpus kolejny raz znalazł się na deskach i dał się wyliczyć.
Na ring powrócił 23 czerwca 2012 roku, pokonując na punkty niepokonanego rodaka Efraina Esquiviasa.

## Kategoria piórkowa
Po niezbyt dobrej walce z Esquiviasem, Ramos zmienił kategorię na wyższą - piórkową.
11 stycznia 2013 roku jego rywalem był niepokonany rodak Ronny Rios, a stawką walki mistrzostwo Ameryki północnej - NABF. Ramos pasywnie nastawiony, oddał aktywniejszemu rywalowi pierwszą połowę walki. Ramos nie zdołał w 2 połowie odrobić strat, przy czym przegrał jednogłośnie na punkty (94-96, 93-97 i totalnie nie oddające przebiegu walki 90-100).